# Камбули
Камбули (фр. Camboulit) насеље је и општина у јужној Француској у региону Миди Пирене, у департману Лот која припада префектури Фижак.
По подацима из 2011. године у општини је живело 264 становника, а густина насељености је износила 50,87 становника/km². Општина се простире на површини од 5,19 km². Налази се на средњој надморској висини од 232 метара (максималној 312 m, а минималној 177 m).

## Демографија
| 1962. | 1968. | 1975. | 1982. | 1990. | 1999. | 2011. |
| ----- | ----- | ----- | ----- | ----- | ----- | ----- |
| 97    | 121   | 134   | 199   | 221   | 206   | 264   |

График промене броја становника у току последњих година